# Macrobrachium rude
Macrobrachium rude är en kräftdjursart som först beskrevs av Heller 1862.  Macrobrachium rude ingår i släktet Macrobrachium och familjen Palaemonidae. Inga underarter finns listade i Catalogue of Life.